# Liên đoàn bóng đá Colombia
Liên đoàn bóng đá Colombia (tiếng Tây Ban Nha: Federación Colombiana de Fútbol) là tổ chức quản lý, điều hành các hoạt động bóng đá ở Colombia. Liên đoàn quản lý đội tuyển bóng đá quốc gia Colombia, tổ chức các giải bóng đá như vô địch quốc gia và cúp quốc gia. Liên đoàn bóng đá Colombia gia nhập FIFA và CONMEBOL cùng năm 1936.